# Lehmener Ausoniusstein
Lehmener Ausoniusstein ist eine der vier Weinlagen in Lehmen an der Untermosel (Terrassenmosel). 
Wie der gleichnamige Aussichtspunkt zur Erinnerung an den Dichter und Prinzenerzieher Decimus Magnus Ausonius (310–393), der 371 in seiner Mosella die Mosellandschaft beschrieben hat. 
Es handelt sich überwiegend um eine terrassierte Steilstlage auf steinigem Schiefer- und Grauwackeverwitterungsboden (90 % steil, 10 % flach). Die Gesamtfläche beträgt ca. sechs Hektar, bewirtschaftet werden nur ca. drei Hektar.
Die Hangneigung beträgt bis zu 70 %, in Richtung Südost (80 bis 180 m ü. NHN). Rebsorten sind Riesling (94 %) und Weißburgunder (6 %).